# Stadsdienst Delft
De stadsdienst Delft is een openbaarvervoernetwerk dat de wijken van Delft en de kernen van Nootdorp en Ypenburg met elkaar en met het station van de NS verbindt. Het netwerk bestaat uit 2 tram- en 6 buslijnen. De tramdienst wordt uitgevoerd door de HTM, terwijl de busdienst wordt uitgevoerd door EBS. De stadsdienst hoort bij de concessie Haaglanden Streek. Daarnaast bestaat er een waterbus tussen het Station en de Turbineweg waar echter aparte tarieven gelden.

## Geschiedenis
- Sinds 25 juni 1866 reed er een paardentram tussen Den Haag en Delft, de voorloper van tramlijn 1. Sinds de verlenging van lijn 1 naar Tanthof in 1994 is er sprake van een stadsdienst binnen Delft en sinds 2010 ook tramlijn 19.
- In 1948 werd door de Westlandsche Stoomtramweg Maatschappij een stadsdienst in Delft ingesteld. Er kon in de toen nog niet zo uitgebreide stad worden volstaan met 2 lijnen, de A en de B- route gereden vanuit de garage in Loosduinen.[2]In 1965 werd de naam veranderd in Westlandse Streekvervoer Maatschappij die in 1969 opging West Nederland[3].
- De stadsdienst bestond al toen busmaatschappij Westnederland nog de dienst uitmaakte. Lijn 60 en 62 waren er al voor 1970[4]. In 1979 staan de stadslijnen 60 tot en met 63 voor het eerst op de HTM-lijnennetkaart (want daarvoor stond heel Delft er niet op)[5]
- 30 augustus 2009: De concessie van Connexxion voor busvervoer in regio Haaglanden is overgenomen door Veolia.
- 9 december 2012: Lijn 60 wordt weer onderdeel van Stadsdienst Delft. Dit was ook het geval tot de jaren 1998. In de dienstregeling 2013 veranderde de route alweer. In Delft werden de eindpunten van de lijnen 60 en 130 omgewisseld. Zo reed lijn 60 vanaf het station verder naar Tanthof en lijn 130 niet verder dan het Station. In Nootdorp werden alle ritten ingekort tot Nootdorp en rijdt de lijn niet meer naar Leidschenveen.
- 11 december 2016: De merknaam Veolia werd veranderd in Connexxion.
- 25 augustus 2019: De concessie van Connexxion werd overgenomen door EBS.

## Huidige bus- en tramlijnen
Onderstaande lijnen rijden in Delft vanaf 9 januari 2022.
| Lijn | Route                              | Via | Vervoerder | Bijzonderheden                                              |
| ---- | ---------------------------------- | --- | ---------- | ----------------------------------------------------------- |
| 1    | Scheveningen Noord - Delft Tanthof | Kurhaus, Statenkwartier, World Forum, Vredespaleis, Javastraat, Plein 1813, Kneuterdijk, Centrum, Bierkade, Station Hollands Spoor, Laakkwartier, Rijswijk, Hoornbrug, Broekpolder, Spoorzone Delft, Delft Station, De Hoven Passage | HTM        |                                                             |
| 19   | Leidschendam - Station Delft       | Westfield Mall of the Netherlands, Sijtwendetunnel, Leidschenveen, Station Ypenburg, Ypenburg, Rijswijk, Spoorzone Delft | HTM        | Wordt ooit verlengd naar TU Delft.                          |
| 60   | Station Delft - Nootdorp Metro     | Zuidpoort, Botanische Tuin, Bomenwijk, GGZ Delfland, Delft Noord, Defensie, De Bras, Nootdorp, Station Den Haag Ypenburg | EBS        |                                                             |
| 61   | Station Delft - Station Rijswijk   | Hof van Delft, Hoornse Hof, Kuyperwijk, Rijswijk (Sion) | EBS        |                                                             |
| 62   | Station Delft - Delfgauw           | Zuidpoort, Wippolder, Emerald | EBS        |                                                             |
| 63   | Station Delft - Camping            | Zuidpoort, Botanische Tuin, Poortcenter, IKEA, Delftse Hout | EBS        | Rijdt niet na 22:30 uur.                                    |
| 64   | Station Delft - Tanthof            | De Hoven Passage, Voorhof | EBS        |                                                             |
| 69   | Station Delft - Technopolis        | Zuidpoort, Julianalaan, TU Delft | EBS        | Rijdt alleen van maandag t/m vrijdag van 7:00 tot 0:00 uur. |